# Liste der britischen Hochkommissare auf den Seychellen
Der britische High Commissioner auf den Seychellen residiert in der Beletage des Temooljee & Co. Ltd. Building in Victoria (Seychellen).
Seychelles High Commissioners
| Ernannt       | Name                            | Bemerkungen | Regierung im Vereinigten Königreich | Regierung Seychellen | Posten verlassen |
| ------------- | ------------------------------- | ----------- | ----------------------------------- | -------------------- | ---------------- |
| 29. Juni 1976 | John Arthur Pugh                |             | James Callaghan                     | James Mancham        |                  |
| 14. Sep. 1980 | Eric Young                      | OBE         | Margaret Thatcher                   | France-Albert René   |                  |
| 1. Okt. 1983  | Colin Mays                      |             | Margaret Thatcher                   | France-Albert René   |                  |
| 30. Sep. 1986 | Peter Smart                     |             | Margaret Thatcher                   | France-Albert René   |                  |
| 22. Juni 1989 | Guy Hart                        |             | Margaret Thatcher                   | France-Albert René   |                  |
| 24. Jan. 1992 | John Sharland                   |             | John Major                          | France-Albert René   |                  |
| 17. Feb. 1995 | Peter Alexander Bremner Thomson |             | John Major                          | France-Albert René   |                  |
| 1. Nov. 1997  | John Yapp                       |             | Tony Blair                          | France-Albert René   |                  |
| 7. Apr. 2002  | Fraser Wilson                   |             | Tony Blair                          | France-Albert René   |                  |
| Juli 2004     | Diana Skingle                   |             | Tony Blair                          | James Alix Michel    |                  |